# Holkestad
Holkestad est une localité du comté de Nordland, en Norvège.

## Géographie
Administrativement, Holkestad fait partie de la kommune de Steigen.